# Rennell
Rennell (renbelijski: Mugaba) je glavni otok pokrajine Rennell i Bellona, najjužnije pokrajine Salomonskih Otoka, otočne republike u srednjoistočnom Tihom oceanu, u Melaneziji. Nalazi se 236 km južno od Honiare i 1.900 km sjeveroistočno od australskog grada Brisbanea. Glavni grad pokrajine, Tigoa, nalazi se na krajnjem zapadnom vrhu otoka.
Rennell je svojom površinom od preko 660 km², duljinom od oko 86 i širinom oko 14 km, drugi najveći koraljni atol na svijetu, a na njemu se nalazi i najveće otočno jezero na Pacifiku, jezero Tegano veličine 155 km². Upravo je područje oko jezera, poznato kao Istočni Rennell i veličine od 370 km², upisano na UNESCO-ov popis mjesta svjetske baštine u Australiji i Oceaniji 1998. god. kao „jedinstven otočni okoliš velike razine endemičnosti živih vrsta”.
Na Rennellu živi oko 3.000 stanovnika polinezijskog podrijetla koji uglavnom govore renbelijskim polinezijskim jezikom (Centralnopacifički jezici) i ponešto engleskim.

## Povijest
Između 2000. pr. Kr. i 1600. pr. Kr. pojavili su se na Rennellu ljudi koji su pripadali kulturi Lapita. Narod Lapita se udomaćio na otoku oko 1000. pr. Kr., nakon čega je otok bio dugo nenaseljen sve do nove manje kolonije oko 130. godine, te velikog doseljenja ljudi oko 1000. god.
Netom prije 15. stoljeća na otok se doselilo polinezijsko pleme Renbel s otoka Uvea (danas otok Wallis). Lokalno stanovništvo još njeguje narodno vjerovanje o pretku Kaitu'u s otoka Ubea, prvom stanovniku Salomonskih Otoka. Jedno selo na jezeru Tegano se zove Hutuna, što je renelski naziv za otočje Wallis i Futuna. Prvi Europljanin koji je otkrio otok bio je kapetan Butler s britanskog broda HMS Walpole 1801. god., netom nakon što je otkrio i imenovao otok Walpole (Nova Kaledonija).
Tijekom Drugog svjetskog rata najprije su japanski ratni vodeni zrakoplovi Nakajima A6M2-N operirali s jezera Tegano, a od 1943. god. zamijenili su ih američki tipa Consolidated PBY Catalina. Bitka kod Rennella 29. i 30. siječnja 1943. god. je bila posljednja velika bitka za Guadalcanal, prilikom koje su se Japanci uspješno povukli sa Salomonskih Otoka.
Dana 20. lipnja 2013. godine, UNESCO je odlučio staviti istočni Rennell na popis mjesta svjetske baštine u opasnosti zbog neovlaštene sječe drveta na samoj granici zaštićenog područja.

## Prirodne odlike
Podnožje otoka Rennell je vulkanskog podrijetla, nastalog tijekom kasne krede i ranog eocena. Tekstonskim pomjeranjem ovo morsko dno se uzdiglo i na njemu su počeli rasti koralji koji su se postupno dolotomizirali uzdižući se u drugi najveći atol na svijetu (najveći je atol Lifou (Lifu) u Novoj Kaledoniji). Gotovo cijeli otok je okružen krškim liticama visokima 120 do 150 m, na istoku dominira veliko jezero Tegano, a krajolik na zapadu otoka je relativno ravan s niskim šumovitim brdima. Otokom prolazi jedna cesta koja vodi od aerodroma Tigoa na zapadu do luke Labagu na jugu, s jednim putem koji se od luke odvaja istočno za jezero.
Jezero Tegano (Te Nggano, što znači „Velika voda”) je najveće otočno jezero na svijetu koje svojom površinom od 155 km² (promjera 29 x 10 km) zauzima 17,6% ukupne površine otoka Rennell. Jezero je bočato i podzemnim putem je povezano s morem čije su obale udaljene u prosjeku oko 2 km. Jezero ima mnogo malih krških otoka, a tvrdo dno, na dubini od oko 44 m, mu se sastoji od nekoliko metara zbijenog mulja.

### Bioraznolikost
Rennell je uglavnom prekriven gustom šumom sa stablima čije su krošnje na oko 20 m visine. Tu se nalazi vegetacija tri tipa: nisko grmlje na krškim liticama, visoka šuma u unutrašnjosti i obalna flora uz jezero Tegano. Ova flora ima odlike i osiromašene flore istočnog Pacifika i bogatije Melanezijske flore zapada, uključujući 10 endemskih biljaka. Flora jezera se sastoji od 312 vrsta dijatoma i drugih algi, od kojih su neke endemske vrste.
Od životinja na otoku se mogu pronaći 11 vrsta šišmiša, od kojih je jedna endemska vrsta, te 43 vrste ptica od kojih su 4 endemske. U jezeru obitavaju jegulje i rijetka endemska morska zmija Laticauda crockeri. Beskralježnjaci su brojni sa 731 vrstom insekata, uključujući 246 vrsta moljaca (od kojih su 35 vrsta i 25 podvrsta endemičnih za Rennell i Bellonu), 25 vrsta mrava, 27 vrsta kopnenih puževa i brojnom populacijom kokosovih rakova (Birgus latro).
- Stanovnice Rennella 1911. god.
- Jezero Tegano u sumrak 2008.
- Tipična jezerska kuća
- Koraljni put preko otoka
- Kokosov rak

## Vanjske poveznice
- Ministry of Commerce, Solomon Islands (engl.)
- Rennell Travel Guide (engl.)